# 盧潘加山
6°51′45″S 37°42′33″E / 6.8625°S 37.7092°E
盧潘加山是坦桑尼亞的山峰，鄰近莫羅戈羅，處於首都拉巴特以東230公里，屬於烏盧古魯山脈的一部分，海拔高度2,150米，每年平均降雨量1,407毫米。